# هیرای شوجیرو
هیرای شوجیرو (به ژاپنی: 平井収二郎)؛ ۸ اوت ۱۸۳۵ – ۲۳ ژوئیهٔ ۱۸۶۳) سامورایی اهل قلمروی توسا عضو گروه توسا کیننو در ژاپن بود. وی از تاکچی هانپیتا رهبر این گروه پیروی می‌کرد. در سن ۲۹ سالگی به دستور یامائوچی یودو مجبور به هاراکیری شد.